# André Micq-Jouande
Pas d'image ? Cliquez ici

a Compétitions nationales et continentales officielles uniquement.

b Matchs officiels uniquement.
André Micq-Jouande, né le 13 juin 1909 à Navarrenx et mort le 12 août 1999 à Oloron-Sainte-Marie, est un joueur de rugby à XV et de rugby à XIII international français, évoluant au poste de ailier.
Auteur de performances honorables en athlétisme, il pratique également le rugby à XV à Navarrenx au poste d'ailier. Micq-Jouande tente ensuite l'expérience du haut niveau à la Section paloise durant deux saisons, puis revient au Stade Navarrais, avant de rejoindre le Football club oloronais. 
En 1936, convaincu par l'appel de Roger Lanta, il rejoint Pau XIII des anciens sectionnistes Récaborde, Rousse et autres Mounès.
André Micq-Jouande connaît la joie d'une sélection en équipe de France à XIII le 21 mars 1937.

## Biographie
Il pratique l'athlétisme durant sa jeunesse et notamment sur les courtes distances. Il rejoint en 1933 la Pau et fait ses débuts en première division en septembre 1933 au poste d'ailier.
Son fils, Christian Micq-Jouandé 
(né le 24 novembre 1949), a également été joueur de rugby à XV à l'US Josbaig et au FC Oloron dans les années 1970 et 1980.

## Palmarès

### Détails en sélection
| Matchs internationaux d'André Mic-Jouandet en rugby à XIII | Matchs internationaux d'André Mic-Jouandet en rugby à XIII | Matchs internationaux d'André Mic-Jouandet en rugby à XIII | Matchs internationaux d'André Mic-Jouandet en rugby à XIII | Matchs internationaux d'André Mic-Jouandet en rugby à XIII | Matchs internationaux d'André Mic-Jouandet en rugby à XIII | Matchs internationaux d'André Mic-Jouandet en rugby à XIII | Matchs internationaux d'André Mic-Jouandet en rugby à XIII | Matchs internationaux d'André Mic-Jouandet en rugby à XIII | Matchs internationaux d'André Mic-Jouandet en rugby à XIII | Matchs internationaux d'André Mic-Jouandet en rugby à XIII | Matchs internationaux d'André Mic-Jouandet en rugby à XIII |
|                                                            | Date                                                       | Adversaire                                                 | Résultat                                                   | Compétition                                                | Poste                                                      | Points                                                     | Essais                                                     | Pen.                                                       | Drops                                                      |                                                            |                                                            |
| ---------------------------------------------------------- | ---------------------------------------------------------- | ---------------------------------------------------------- | ---------------------------------------------------------- | ---------------------------------------------------------- | ---------------------------------------------------------- | ---------------------------------------------------------- | ---------------------------------------------------------- | ---------------------------------------------------------- | ---------------------------------------------------------- | ---------------------------------------------------------- | ---------------------------------------------------------- |
| sous les couleurs de la France                             |                                                            |                                                            |                                                            |                                                            |                                                            |                                                            |                                                            |                                                            |                                                            |                                                            |                                                            |
| 1.                                                         | 21 mars 1937                                               | Dominions                                                  | 3-6                                                        | Test-match                                                 | Ailier                                                     | -                                                          | -                                                          | -                                                          | -                                                          |                                                            |                                                            |